# Кумулятивна перфорація свердловин
Кумулятивна перфорація свердловин здійснюється стріляючими перфораторами, що не мають куль або снарядів.

Рис. 2. Будова кумулятивного заряду
1 – скляний корпус; 2 – основний заряд (шашка); 3 – додатковий детонатор; 4 – детонувальний шнур; 5 – кумулятивна виїмка, обкладена мідним шаром; 6 – скляна кришка.

Простріл обсадних труб досягається за рахунок сфокусованого вибуху. Таке фокусування обумовлено конічною формою поверхні заряду ВР, облицьованої тонким металевим покриттям (листовою міддю товщиною 0,6 мм). Енергія вибуху у вигляді тонкого пучка газів — продуктів згоряння пробиває канал. Кумулятивний струмінь набуває швидкості в головній частині до 6 — 8 км/с і створює тиск на перешкоду (0,15 — 0,3)·106 МПа. При пострілі у перешкоді утворюється вузький перфораційний канал глибиною до 350 мм та діаметром у середній частині 8 — 14 мм. Розміри каналів залежать від міцності породи та типу перфоратора.

## Типи перфораторів
Див. також Кумулятивний перфоратор
Кумулятивні перфоратори поділяються на корпусні та безкорпусні (стрічкові). Корпусні перфоратори після їх перезаряджання використовуються багаторазово. Безкорпусні — одноразової дії.
Перфоратори спускають на кабелі (є малогабаритні перфоратори, що спускаються через НКТ), а також на насосно-компресорних трубах. В останньому випадку ініціювання вибуху проводиться не електричним імпульсом, а скиданням у НКТ гумової кулі, що діє як поршень на вибуховий пристрій. Маса ВР одного кумулятивного заряду, залежно від типу перфоратора, — 25 — 50 г.